# Svangaskarð
Le Svangaskarð est un stade de football féroïen situé à Toftir sur l'île d'Eysturoy. Il a une capacité de 6 000 places assises pour les rencontres de football. 
Il est le domicile de l'équipe des îles Féroé de football pour ses matchs internationaux, et du club de football du B68 Toftir.

## Histoire

### Construction d'un stade
Le Svangaskarð est ouvert en 1980. C'était un terrain de gravier durant les premières années. Les installations sont rudimentaires, les vestiaires étant construit en 1984. Un terrain en gazon est posé pour la première fois entre 1990 et 1991.

### Mise aux normes pour l'UEFA
Le 20 octobre 1991, le stade est mis aux normes de l'UEFA, juste après l'entrée des îles Féroé dans l'Union des associations européennes de football. À partir de 1991, c'est le stade principal de l'équipe nationale et jusqu'à la construction d'un nouveau stade situé dans la capitale Tórshavn en 1999. Le stade est encore utilisé pour des matchs internationaux par la sélection féroïenne.

### Adaptation à sa nouvelle fonction
Depuis 2011, le stade n'accueille plus les matchs de l'équipe nationale féroïenne. Ceci est équipé d'une pelouse synthétique, les sièges sont remplacés et un premier éclairage est installé par le biais de 4 pylônes.

### Autres références
1. ↑  « First division clubs in Europe » (consulté le 15 juin 2022)
2. ↑  (fo) Søgan sur b68.fo
3. ↑  (en) Liste des matchs internationaux au Svangaskarð sur eu-football.info
4. ↑  « B68 Toftir - Développement de l'affluence », sur www.transfermarkt.fr (consulté le 6 juillet 2022)